# Novokuzneckaja
Novokuzneckaja in russo Новокузнецкая? è una stazione della Metropolitana di Mosca che porta il nome dell'omonima città della Siberia la Novokuzneck. La stazione è situata sulla Linea Zamoskvoreckaja. La costruzione iniziò poco dopo l'inaugurazione della seconda tratta della linea nel 1938 e continuò ininterrottamente durante la seconda guerra mondiale, fino all'apertura nel 1943. La stazione, con i suoi pesanti ornamenti, onora i combattenti sovietici. Gli architetti, I.G. Taranov e N.A. Bykova, vinsero un premio di stato sovietico per il design.
Le decorazioni comprendono sette mosaici esagonali al soffitto, opera di V. Frolov sul tema dell'industria bellica e bassorilievi che corrono lungo la base del soffitto (gli artisti furono N.V. Tomsky, A.E. Zelensky, S.M. Rabinovich e N.M. Shtamm) e raffigurano i soldati dell'Armata Rossa in combattimento. I piloni in marmo rosa e bianco sono decorati con ritratti bronzei di eroi di guerra russi come Mikhail Kutuzov e Aleksandr Nevskij. Le panchine ornate in marmo allineate alla banchina, furono rimosse dalla Cattedrale di Cristo Salvatore prima della sua demolizione. In origine l'illuminazione era data da lampade appoggiate al pavimento, sostituite poi con illuminazioni più moderne delle altre stazioni, che tuttavia danno ancora a Novokuzneckaja un aspetto crepuscolare.
Nel 1978 venne costruita una nuova sezione della stazione (in stile più moderno del resto della stazione) per allungarne la banchina.
L'ingresso di Novokuzneckaja si trova in Pjatnitskaja Ulica, a nord dell'incrocio con Klimentovskij Pereulok.

## Interscambi
Da questa stazione è possibile effettuare il trasbordo alla stazione Tret'jakovskaja, che serve sia la Linea Kalužsko-Rižskaja che la Linea Kalininskaja.